# 陸坤
陸坤（1507年—1555年），字子厚，號後野，陝西蘭州儀衛司校籍直隸崑山縣人，明朝政治人物。

## 生平
嘉靖十三年（1534年）甲午科陝西鄉試第二十九名舉人。嘉靖十四年（1535年）中式乙未科會試第二百八十一名，登第三甲第七十八名進士。擢刑部主事，隆平侯纵妾杀人，按之如法。包侍御为中官所诬，竟释之。恤刑四川，活冤狱百余。历刑部员外郎，二十六年升山东按察司霸州兵备副使，洗白知州赵应式之冤，解除判官孙文中之险，修濬沙河、永济渠。以苛派被劾逮系入狱，贬云南浪穹县典史，居数月，升岳州府推官。入为大理寺正。出任青州府知府，晋山西蓟州兵备副使，组织修文庙、建学校、修河堤。是时，边衅方深，东奔西御，竟以劳瘁行间以卒。贫不能敛，巡抚厚赙，且归其丧。著有《如樗子集》、《云思漫稿》。

## 家族
曾祖陸海；祖父陸岳；父陸爻，号兰野，監生，授直隶和州训导。母楊氏。重庆下。
子二：陆华龄、陆岱龄。孙七，有陆时儆、陆时任等，五世裔孙陆自道。